# Polyphyllia
Polyphyllia — рід коралових поліпів родини Fungiidae. Рід поширений у тропічних та субтропічних водах Індійського та на заході Тихого океану. Ці корали живуть у симбіозі з одноклітинними водоростями — зооксантелами. Свій міцний скелет будують з карбонату кальцію. Після загибелі корала скелет стає матеріалом для утворення коралових рифів.

## Класифікація
Рід містить два види:
- Polyphyllia novaehiberniae
- Polyphyllia talpina